# Черний Грон
Чєрний Грон (словац. Čierny Hron) — річка в Словаччині, ліва притока Грону, протікає в окрузі Брезно.
Довжина — 25.8 км; площа водозбору 291 км².
Витікає в масиві Вепорські гори біля села Подбрезова на висоті 935 метрів. Протікає селом Черний Балоґ; приймає води Каменістого потоку; Осрблянки; Бротово; Шалінга і Великої Долини
Впадає в Грон біля села Валаска на висоті 461 метр.